# Łączna (gemeente)
De gemeente Łączna is een landgemeente in het Poolse woiwodschap Święty Krzyż, in powiat Skarżyski.
De zetel van de gemeente is in Łączna.
Op 30 juni 2004 telde de gemeente 5259 inwoners.

## Oppervlakte gegevens
In 2002 bedroeg de totale oppervlakte van gemeente Łączna 61,78 km², waarvan:
- agrarisch gebied: 37%
- bossen: 56%

De gemeente beslaat 16,35% van de totale oppervlakte van de powiat.

## Demografie
Stand op 30 juni 2004:
| Omschrijving                   | Totaal | Totaal | Vrouwen | Vrouwen | Mannen | Mannen |
| ------------------------------ | ------ | ------ | ------- | ------- | ------ | ------ |
| eenheid                        | aantal | %      | aantal  | %       | aantal | %      |
| inwoners                       | 5259   | 100    | 2619    | 49,8    | 2640   | 50,2   |
| bevolkingsdichtheid (inw./km²) | 85,1   | 85,1   | 42,4    | 42,4    | 42,7   | 42,7   |

In 2002 bedroeg het gemiddelde inkomen per inwoner 1246,43 zł.

## Aangrenzende gemeenten
Bliżyn, Bodzentyn, Masłów, Suchedniów, Zagnańsk